# Lijst van shorttrackrecords 3000 meter vrouwen
Dit is een overzicht van de schaatsrecords op de 3000 meter vrouwen bij het shorttrack.

## Ontwikkelingwereldrecord3000 meter shorttrack
| Nr | Naam               | Land       | Tijd     | Plaats    | Datum      |
| -- | ------------------ | ---------- | -------- | --------- | ---------- |
| 1  | Hiromi Takeuchi    | Japan      | 5.37,47  | Nagoya    | 14-04-1983 |
| 2  | Maria Rosa Candido | Italië     | 5.18,33  | Boedapest | 17-03-1988 |
| 3  | Kim Soo-hee        | Zuid-Korea | 5.11,76  | Jaca      | 24-02-1995 |
| 4  | Chun Lee-kyung     | Zuid-Korea | 5.02,18  | Gjøvik    | 10-03-1995 |
| 5  | Choi Eun-kyung     | Zuid-Korea | 5.01,976 | Calgary   | 22-10-2000 |
| 6  | Jung Eun-ju        | Zuid-Korea | 4.46,893 | Harbin    | 15-03-2008 |